# Кутиас до Арагуари
Кутиас до Арагуари (на португалски: Cutias do Araguary) е град — община в източната част на бразилския щат Амапа. Общината е част от икономико-статистическия микрорегион Макапа, мезорегион Южна Амапа. Населението на общината към 2010 г. е 4634 души, а територията е 2114.732 km2 (2,19 д./km²).
Граничи с общините Тартаругалзиньо и Амапа на север, с Макапа на югоизток и с Ферейра Гомис на запад.

## История
Община Кутиас до Арагуари е създадена със закон № 0006, от месец май 1992 г.
Според по-възрастните жители на общината, в миналото тук е имало голямо присъствие на диви животни, сред тях гризачът агути, (на португалски: cutia), от което се смята че произлиза сегашното име на общината. Според друга версия, първите жители в региона използвали за транспорт малко и леко плавателно средство, наречено „котия“ (на португалски: cotia).

## География
Флората на общината се отличава с обширни гори, съставени от голямо разнообразие на дървесни видове, сред тях се отличават Manilkara, Carapa guianensis и Trichilia lecointei. Фауната ѝ е една от най-богатите в страната, особено поради голямото разнообразие от диви животни които я съставят. Някои по-важни представители са паката, капибарата, броненосеца, агути и др.

## Икономика
Икономиката на общината се основава на първичния сектор (земеделието и животновъдството).
Аграрният сектор се отличава с плантациите на маниока, от чието брашно, примесено с риба се прави известното „брашно от пиракуи“. Значителни са и насажденията от царевица и банани.
Отглеждането на крави и биволи, както и свине, също е една от основните икономически дейности.
В последните години, рибният сектор генерира значителни приходи за Кутиас до Арагуари, като основната част е предназначена за износ.
Във вторичния сектор, въпреки че местността е богата на глина, общината не разполага с необходимите ресурси за увеличение на производството. От друга страна, съществува едно предприятие за преработка на мляко и млечни деривати, както и няколко дъскорезници. Подобно на останалите общини в щата Амапа, основните приходи са резултат от държавни инвестиции.